# Helminthopeltis almeidaeana
Helminthopeltis almeidaeana är en svampart som beskrevs av Sousa da Câmara 1950. Helminthopeltis almeidaeana ingår i släktet Helminthopeltis och familjen Microthyriaceae.   Inga underarter finns listade i Catalogue of Life.